# Köttbullar

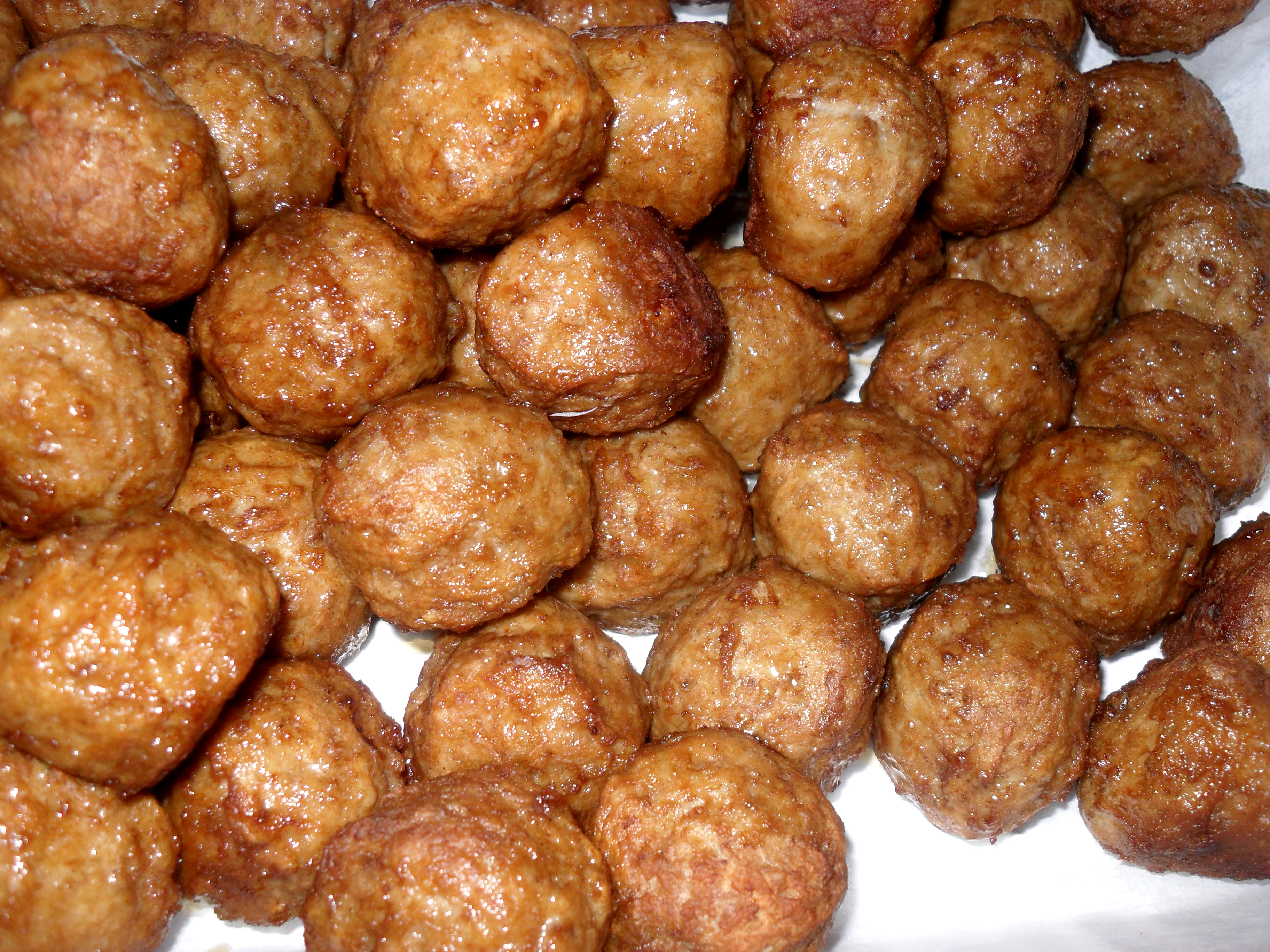
Szwedzkie köttbullar

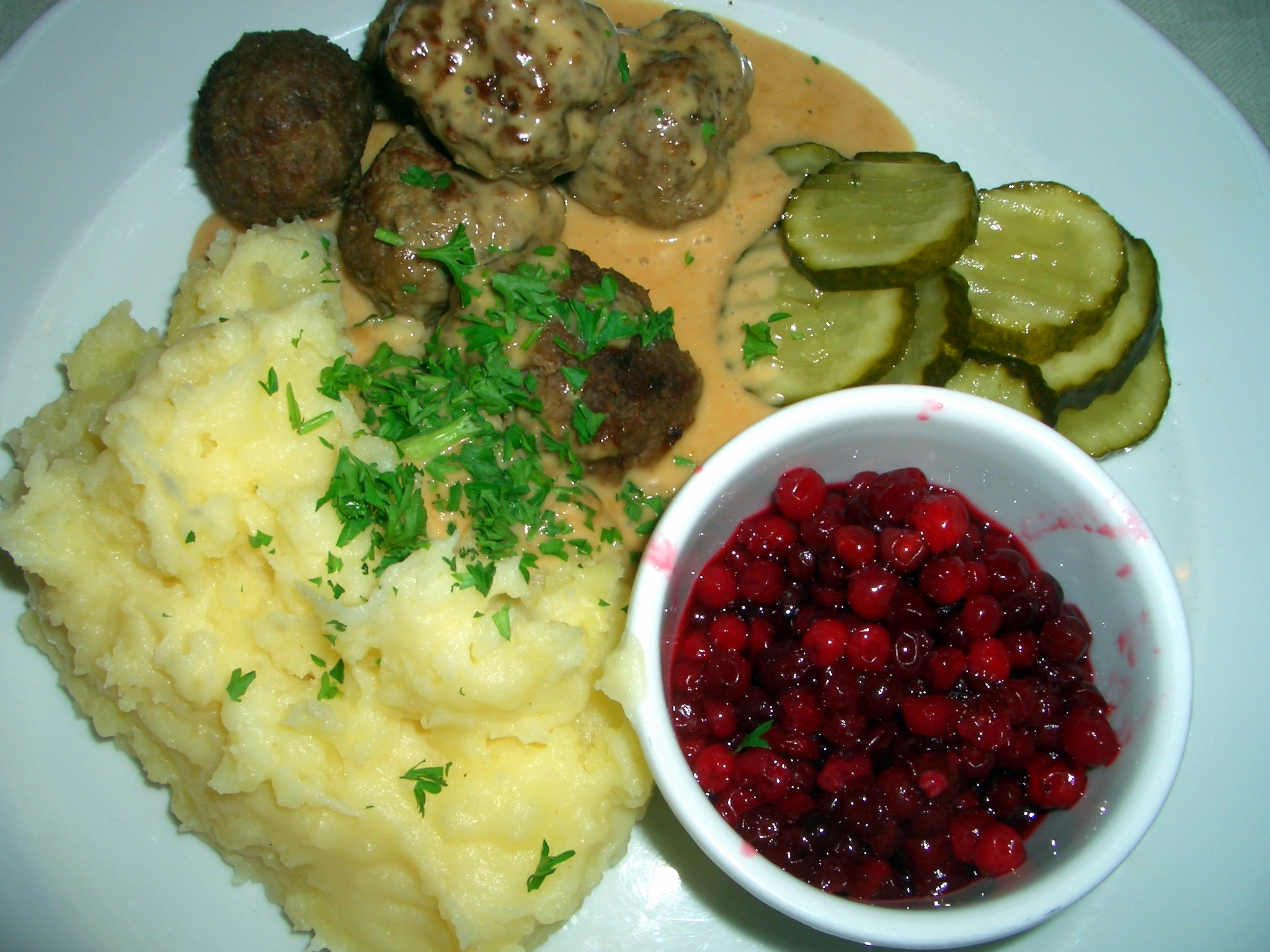
Köttbullar podane w sposób tradycyjny

Köttbullar – usmażone lub upieczone niewielkie mięsne kulki z mielonego mięsa wołowego lub wołowo-wieprzowego, bywa że z dodatkiem jagnięciny. Przypominają znane w polskiej kuchni klopsiki, ale są od nich mniejsze, mają w przybliżeniu wielkość orzecha włoskiego. Tradycyjna potrawa kuchni szwedzkiej.

## Sposób przyrządzenia
Do mięsa dodaje się namoczoną w mleku bułkę lub utarte ziemniaki, jaja, utartą cebulę, sól, pieprz i niewielką ilość musztardy. Z masy powstałej z połączenia wszystkich składników formuje się niewielkie klopsiki i smaży na maśle aż do uzyskania złocistego koloru. Zamiast smażenia można klopsiki upiec w piekarniku.
Köttbullar tradycyjnie podaje się z ziemniakami i konfiturą z borówek oraz surówką z czerwonej kapusty lub piklami. Nie jest to jednak jedyna wersja, często zamiast ziemniaków podaje się je z makaronem. Jest to danie, które obowiązkowo musi się znaleźć na szwedzkim stole podczas Bożego Narodzenia.
Do rozpowszechnienia się szwedzkich köttbullar poza ich ojczyzną przyczynił się w dużym stopniu koncern IKEA, który w restauracjach zlokalizowanych przy sklepach meblowych serwuje köttbullar jako jedną ze sztandarowych potraw w menu.

## Przepis

### Składniki
300 g mięsa mielonego (wołowego lub wieprzowego), pół szklanki bułki tartej, 1 średnia czerwona cebula, 1 jajko, sól i pieprz, masło lub oliwa do smażenia, 2 łyżki miodu, ćwierć szklanki śmietany.

### Przygotowanie
Bułkę tartą połączyć ze śmietanką, odstawić na kilka minut. Cebulę posiekać, smażyć na patelni aż będzie miękka. W misce połączyć mięso mielone z jajkiem, miodem, solą i pieprzem, dodać wcześniej przygotowaną bułkę tartą ze śmietaną oraz cebulkę.
Mieszać, do uzyskania jednolitej masy. Uformować klopsiki wielkości niedużych piłeczek, smażyć na patelni aż do uzyskania złocistego koloru.